# Fuentes de Año
Fuentes de Año ist ein zentralspanischer Ort und eine Gemeinde (municipio) mit 88 Einwohnern (Stand: 2024) in der Provinz Ávila in der Autonomen Region Kastilien-León.

## Lage und Klima
Fuentes de Año liegt auf der Südseite der Sierra de Gredos in der Provinz Ávila in einer Höhe von ca. 820 m.
Die Entfernung nach Ávila beträgt knapp 42 km (Fahrtstrecke) in südsüdöstlicher Richtung. Das Klima ist gemäßigt bis warm; der Regen (ca. 461 mm/Jahr) fällt mit Ausnahme der trockenen Sommermonate übers Jahr verteilt.

## Bevölkerungsentwicklung
| Jahr      | 1970 | 1981 | 1991 | 2001 | 2011 | 2021 |
| Einwohner | 502  | 322  | 258  | 171  | 135  | 96   |

## Sehenswürdigkeiten
- Kirche Mariä Himmelfahrt (Iglesia de Nuestra Señora de la Asunción)
- gräfliches Herrenhaus

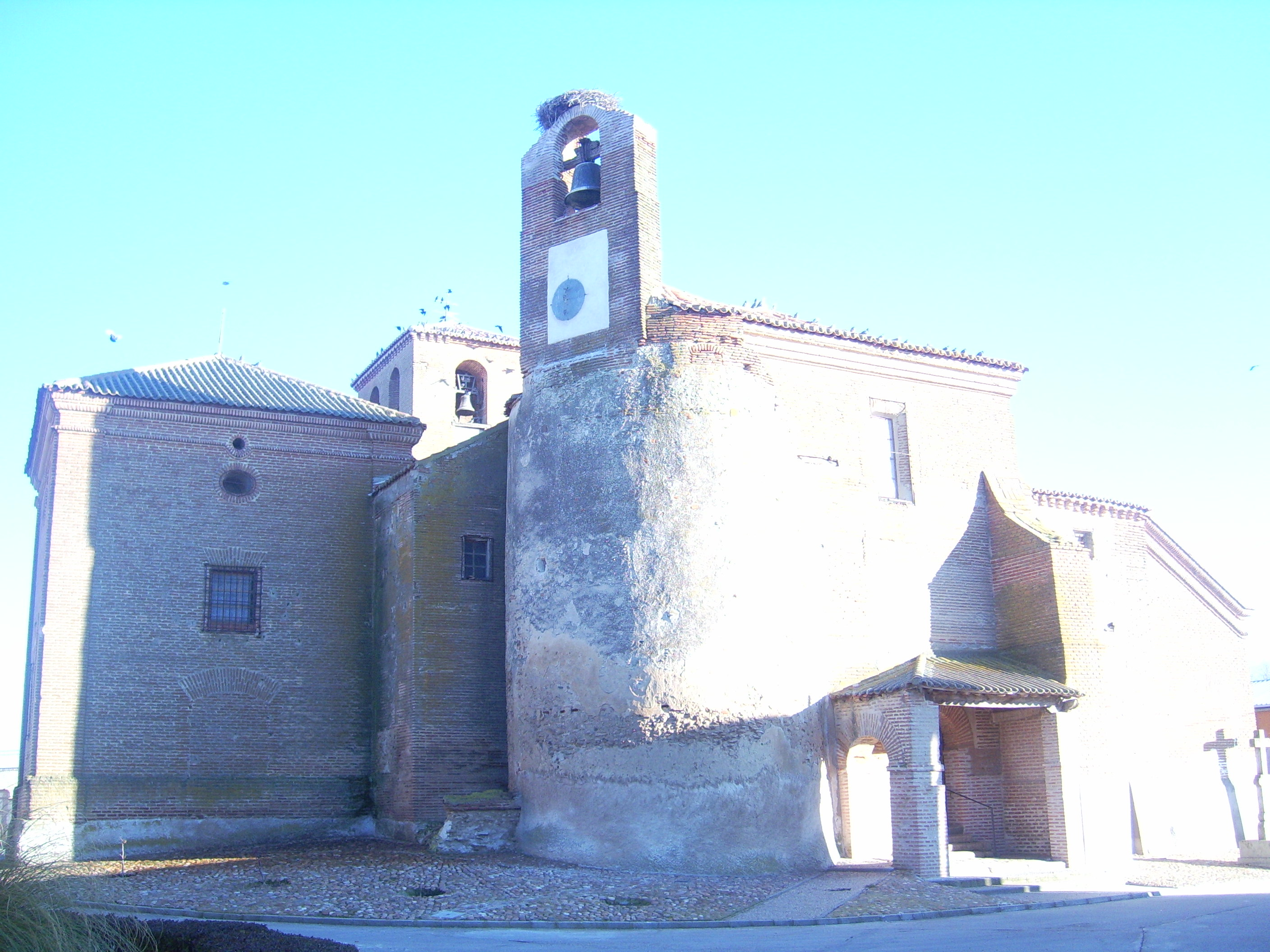
Kirche Mariä Himmelfahrt
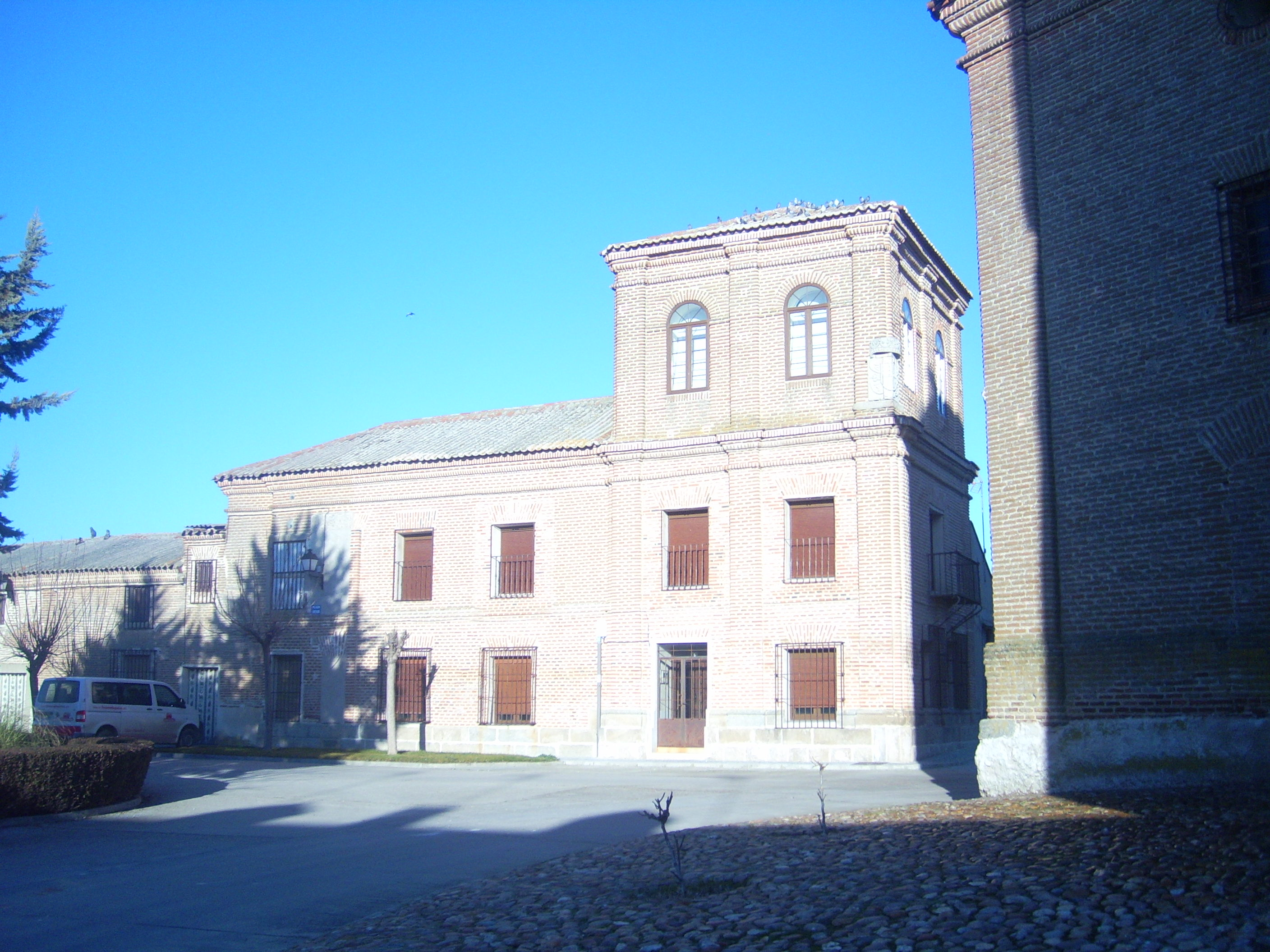
Gräfliches Herrenhaus